# Route 137 (Ontario)
Pour les articles homonymes, voir Route 137.
La route 137 est une route provinciale de l'Ontario reliant la frontière des États-Unis et l'autoroute 401 à Leeds et les Mille-Îles. Elle s'étend sur une distance de 4,3 kilomètres et permet l'accès à l'Interstate 81. 
La route est particulièrement achalandée, car elle constitue le principal lien entre Ottawa et les États-Unis et l'un des liens majeurs entre Montréal et le nord des États-Unis. Il s'agit d'une courte section de route entre deux artères autoroutières d'importance, soit l'autoroute 401 du côté ontarien et l'Interstate 81 du côté new-yorkais.

## Tracé

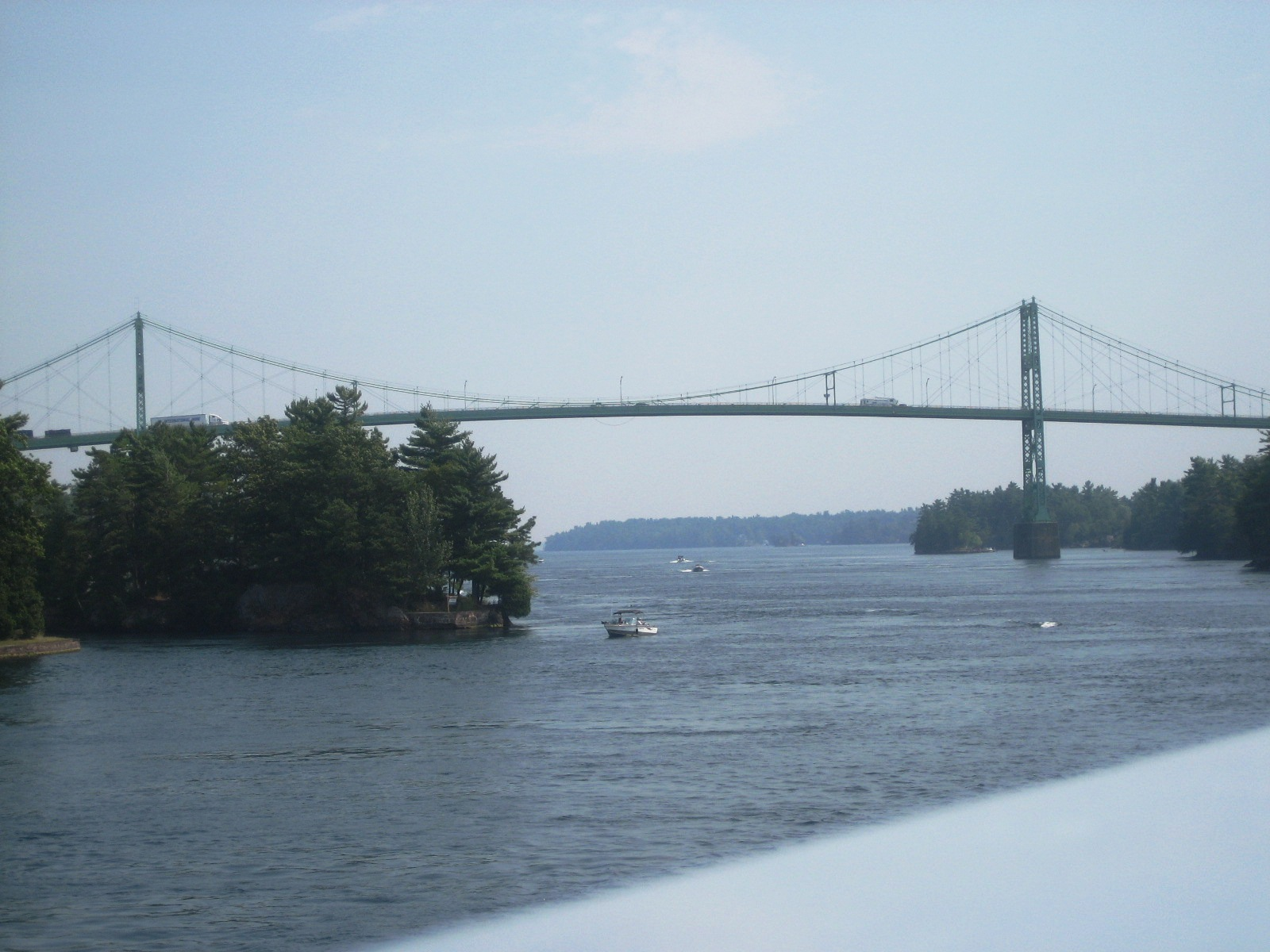
Le pont des Mille-Îles (Thousand Islands Bridge).

La route débute formellement à la frontière internationale qui est située en plein centre du pont qui relie Hill Island (Canada) et Wellesley Island (États-Unis), soit quelques mètres avant le poste douanier de l'Agence des services frontaliers du Canada qui se trouve directement après le pont. Juste avant le pont, du côté américain, il s'agit de la fin de l'Interstate 81, une voie autoroutière.  
Il est à noter que le début de la route est situé dans un secteur d'aires protégées, soit le parc national des Mille-Îles du côté canadien et le parc d'État de Wellesley Island (en) du côté américain. 
Bien que la voie ait un caractère autoroutier du côté des États-Unis, elle constitue plutôt une route à deux voies non séparées du côté du Canada. Sur Hill Island, elle possède quelques intersections. Elle franchit ensuite le fleuve Saint-Laurent via trois autres ponts qui sont inclus dans l'ensemble du pont des Mille-Îles (qui est en fait une succession de cinq ponts).  
Après avoir franchi ces trois ponts aux longueurs variables, la route fait sa véritable entrée sur la terre ferme de l'Ontario. Au nord de ces ponts, la route adopte une typologie autoroutière, soit un axe à quatre voies séparées. Un échangeur permet d'ailleurs d'accéder à la promenade des Mille-Îles avant que la route continue sur une distance de 1,5 kilomètre pour se terminer à la jonction de l'autoroute 401.  

### Péage
Le pont des Mille-Îles, qui est une succession de cinq ponts (trois au Canada, un aux États-Unis et un international), est un pont à péage. Les usagers de la route provenant du côté ontarien doivent acquitter leur droit de passage avant d'avoir franchi le premier pont (le plus septentrional) qui mène aux îles (toujours en territoire canadien), soit environ 2,5 kilomètres avant le poste douanier permettant d'entrer aux États-Unis. Les usagers de la route provenant du côté américain doivent acquitter leur droit de passage avant d'avoir franchi le premier pont (le plus méridional) qui mène à Wellesley Island (toujours en territoire américain), soit environ 8,5 kilomètres avant le poste douanier permettant d'entrer au Canada.

## Intersections
| Route 137          |                                |                                                                 | | |
| District           | Ville                          | km                                                              | Intersection/Destinations                                                                                              | Notes |
| Leeds et Grenville | Leeds and the Thousand Islands | 0,0                                                             | Frontière canado-américaine; Poste douanier ouvert 24h/24; continue en tant que I-81 sud, Watertown, Syracuse, Buffalo | Frontière canado-américaine; Poste douanier ouvert 24h/24; continue en tant que I-81 sud, Watertown, Syracuse, Buffalo |
| Leeds et Grenville | Leeds and the Thousand Islands | Pont des Mille-Îles au-dessus du fleuve Saint-Laurent (à péage) | | |
| Leeds et Grenville | Leeds and the Thousand Islands | 2,7                                                             | Promenade des Mille-Îles, Rockport, Gananoque                                                                          | échangeur |
| Leeds et Grenville | Leeds and the Thousand Islands | 4,3                                                             | A-401, Toronto, Montréal                                                                                               | Fin de la 137 |